# فهرست استانداران کهگیلویه و بویراحمد
‎فهرست استانداران کهگیلویه و بویراحمد، اسامی استانداران استان کهگیلویه و بویراحمد از زمان تأسیس این استان در سال ۱۳۵۵ و تاکنون را شامل می‌شود.
‎پس از انقلاب سال ۱۳۵۷، تاکنون ۲۰ تن در استان کهگیلویه و بویراحمد به‌عنوان استاندار فعالیت کرده‌اند و یک نفر برای دو دوره، سرپرست این سمت بوده‌است.
کوتاه‌ترین مدت دورهٔ استانداری در کهگیلویه و بویراحمد مربوط به دورهٔ دوم سرپرستی «احمد جمی» با دو ماه فعالیت و طولانی‌ترین دوره مربوط به استانداری «کریم شورانگیز» با چهارسال و دو ماه فعالیت است.
‎سید کمال‌الدین نیک‌روش و علی صوفی، ۲ تن از استانداران هستند که پس از دورهٔ استانداری خود، توانسته‌اند در جایگاه‌های بالاتر در دولت‌های ایران حاضر بشوند و همچنین سید مسعود حسینی، سید موسی خادمی و سید علی احمدزاده، ۳ تن از استانداران می‌باشند که در استان کهگیلویه و بویراحمد متولد شده‌اند.

## فرمانداران کل
- احمد جواهرزاده: ۹ خرداد ۱۳۵۳[۱] تا ؟

## استانداران
| استانداران کهگیلویه و بویراحمد | استانداران کهگیلویه و بویراحمد | استانداران کهگیلویه و بویراحمد | استانداران کهگیلویه و بویراحمد | استانداران کهگیلویه و بویراحمد | استانداران کهگیلویه و بویراحمد |
| استاندار                       | آغاز تصدی                      | پایان تصدی                     | دولت                           | رئیس دولت                      | منبع                           |
| ------------------------------ | ------------------------------ | ------------------------------ | ------------------------------ | ------------------------------ | ------------------------------ |
| حکومت پهلوی                    |                                |                                |                                |                                |                                |
| سرلشکر مقصود همپائی            | ۲۱ آبان ۱۳۵۷                   | بهمن ۱۳۵۷                      | دولت نظامی                     | غلامرضا ازهاری                 | [ ۲ ]                          |
| جمهوری اسلامی ایران            |                                |                                |                                |                                |                                |
| احمد هومن                      | ۲۱ فروردین ۱۳۵۸                | ۱ مرداد ۱۳۵۸                   | دولت موقت                      | مهدی بازرگان                   |                                |
| سید کمال‌الدین نیک‌روش           | ۲۶ تیر ۱۳۵۸                    | ۲۷ آذر ۱۳۵۸                    | دولت موقت                      | مهدی بازرگان                   |                                |
| سید محمدتقی لواسانی            | ۱ دی ۱۳۵۸                      | ۶ آبان ۱۳۶۰                    | شورای انقلاب                   | سید محمد بهشتی                 |                                |
| سید محمدتقی لواسانی            | ۱ دی ۱۳۵۸                      | ۶ آبان ۱۳۶۰                    | شورای انقلاب                   | ابوالحسن بنی‌صدر                |                                |
| سید محمدتقی لواسانی            | ۱ دی ۱۳۵۸                      | ۶ آبان ۱۳۶۰                    | دولت نخست                      | محمدعلی رجایی                  |                                |
| سید محمدتقی لواسانی            | ۱ دی ۱۳۵۸                      | ۶ آبان ۱۳۶۰                    | دولت دوم                       | محمدجواد باهنر                 |                                |
| سید محمدتقی لواسانی            | ۱ دی ۱۳۵۸                      | ۶ آبان ۱۳۶۰                    | دولت موقت                      | محمدرضا مهدوی کنی              |                                |
| محمدعلی کفافی                  | ۲۶ آبان ۱۳۶۰                   | ۱ شهریور ۱۳۶۱                  | دولت سوم                       | میرحسین موسوی                  | [ ۳ ]                          |
| علی قنبری                      | ۱۱ شهریور ۱۳۶۱                 | ۲۱ شهریور ۱۳۶۵                 | دولت سوم                       | میرحسین موسوی                  | [ ۴ ]                          |
| علی قنبری                      | ۱۱ شهریور ۱۳۶۱                 | ۲۱ شهریور ۱۳۶۵                 | دولت چهارم                     | میرحسین موسوی                  |                                |
| عباس میرزا ابوطالبی            | ۲۶ شهریور ۱۳۶۵                 | ۳ دی ۱۳۶۷                      | [ ۵ ]                          | میرحسین موسوی                  |                                |
| احمد جمی سرپرست                | ۴ دی ۱۳۶۷                      | ۱۰ مرداد ۱۳۶۸                  |                                | میرحسین موسوی                  |                                |
| علی صوفی                       | ۹ مهر ۱۳۶۸                     | ۲۱ شهریور ۱۳۷۲                 | دولت پنجم                      | اکبر هاشمی رفسنجانی            | [ ۶ ]                          |
| احمد جمی سرپرست                | ۲۱ شهریور ۱۳۷۲                 | ۲ آبان ۱۳۷۲                    | دولت ششم                       | اکبر هاشمی رفسنجانی            |                                |
| صمد رجاء                       | ۲ آبان ۱۳۷۲                    | ۳۰ مهر ۱۳۷۶                    | دولت ششم                       | اکبر هاشمی رفسنجانی            | [ ۷ ]                          |
| علی‌اکبر اولیاء                 | ۳۰ مهر ۱۳۷۶                    | ۲۷ مرداد ۱۳۷۸                  | دولت هفتم                      | سید محمد خاتمی                 | [ ۸ ]                          |
| کریم شورانگیز                  | ۲۷ مرداد ۱۳۷۸                  | ۲۸ مرداد ۱۳۸۲                  | دولت هفتم                      | سید محمد خاتمی                 | [ ۹ ]                          |
| کریم شورانگیز                  | ۲۷ مرداد ۱۳۷۸                  | ۲۸ مرداد ۱۳۸۲                  | دولت هشتم                      | سید محمد خاتمی                 |                                |
| اسماعیل دوستی                  | ۲۸ مرداد ۱۳۸۲                  | ۲۷ مهر ۱۳۸۴                    | [ ۱۰ ]                         | سید محمد خاتمی                 |                                |
| سید مسعود حسینی                | ۲۷ مهر ۱۳۸۴                    | ۲۰ آذر ۱۳۸۷                    | دولت نهم                       | محمود احمدی‌نژاد                | [ ۱۱ ]                         |
| قوام نوذری                     | ۲۰ آذر ۱۳۸۷                    | ۵ تیر ۱۳۹۰                     | دولت نهم                       | محمود احمدی‌نژاد                | [ ۱۲ ]                         |
| قوام نوذری                     | ۲۰ آذر ۱۳۸۷                    | ۵ تیر ۱۳۹۰                     | دولت دهم                       | محمود احمدی‌نژاد                |                                |
| اکبر نیکزاد                    | ۵ تیر ۱۳۹۰                     | ۵ شهریور ۱۳۹۱                  | [ ۱۳ ]                         | محمود احمدی‌نژاد                |                                |
| سید حسین صابری                 | ۵ شهریور ۱۳۹۱                  | ۳۱ شهریور ۱۳۹۲                 | [ ۱۴ ]                         | محمود احمدی‌نژاد                |                                |
| سید موسی خادمی                 | ۳۱ شهریور ۱۳۹۲                 | ۲۲ شهریور ۱۳۹۶                 | دولت یازدهم                    | حسن روحانی                     | [ ۱۵ ]                         |
| علی‌محمد احمدی                  | ۲۲ شهریور ۱۳۹۶                 | ۲۲ خرداد ۱۳۹۸                  | دولت دوازدهم                   | حسن روحانی                     | [ ۱۶ ]                         |
| حسین کلانتری                   | ۲۲ خرداد ۱۳۹۸                  | ۳۱ شهریور ۱۴۰۰                 | دولت دوازدهم                   | حسن روحانی                     | [ ۱۷ ]                         |
| سید علی احمدزاده               | ۳۱ شهریور ۱۴۰۰                 | ۲۸ شهریور ۱۴۰۳                 | دولت سیزدهم                    | سید ابراهیم رئیسی              | [ ۱۸ ]                         |
| سید علی احمدزاده               | ۳۱ شهریور ۱۴۰۰                 | ۲۸ شهریور ۱۴۰۳                 | دولت سیزدهم                    | محمد مخبر(سرپرست)              | [ ۱۸ ]                         |
| یدالله رحمانی                  | ۲۸ شهریور ۱۴۰۳                 | متصدی                          | دولت چهاردهم                   | مسعود پزشکیان                  | [ ۱۹ ]                         |